# Râul Cleja, Iminog
Râul Cleja este un curs de apă, afluent al râului Iminog. 